# Óriás mágneses ellenállás
Az óriás mágneses ellenállást (Giant magnetoresistance, GMR) 1988-ban fedezték fel, amiért Albert Fert (1938–) francia fizikus és Peter Grünberg (1939–2018) német fizikus 2007-ben fizikai Nobel-díjat kapott.
A felfedezés jelentős szerepet játszik a különböző mágneses érzékelők és egy új generációjú elektronika, a spintronika kifejlődésében.

## Történet
William Thomson (1824–1907) angol matematikus, mérnök 150 évvel ezelőtt figyelte meg, hogy bizonyos ferromágneses anyagok (vas, kobalt, nikkel stb.) ellenállása függ a külső mágneses tér irányától. Ezt a jelenséget ma anizotróp mágneses ellenállásnak nevezik (rövidítve AMR, az angol anisotropic magnetoresistance alapján). 

## A jelenség

Spinszelep

A jelenség – miszerint a mágneses anyagokban az ellenállás függ az anyag mágnesezettségétől – fizikai magyarázata a spinben rejlik. A ferromágneses anyagban a felfelé és a lefelé álló spinű elektronállapotok eltérő száma, az ellenállás is jelentősen eltér a kétféle spinállapotú elektronra. Ha a spin iránya azonos a mágnesezettség irányával, akkor az ellenállás minimális, ha ellentétes irányú, akkor maximális.
A GMR-szerkezetben a mért ellenállás a két ferromágneses réteg mágnesezettségének az iránya közti különbségtől függ. Ha a réteg széléhez kapcsolt elektródán bejövő elektronok spinje polarizálatlan, akkor két eset állhat elő: ha a két ferromágneses rétegben a mágnesezettség irány azonos, akkor a bejövő elektronok fele (azok az elektronok, amelyeknek a spinje azonos irányú a ferromágnes mágnesezettségével) könnyedén, csaknem szóródás nélkül átjutnak a két rétegen. Ekkor az ellenállás minimális.
Ellentétes mágnesezettségű ferromágneses rétegek esetén, függetlenül a spinbeállástól, az egyik rétegben az elektronok szóródása erősebb lesz, és így megnő az ellenállás. Ez a fizikai alapja a GMR-hatásnak.
Az ábrán egy GMR-szerkezet látható. Ez egy háromrétegű, úgynevezett spinszelep, aminek a mérete 30 nm nagyságrendű. Az FM = ferromágnes, NM = antiferromágnes, a nyilak oldalt mutatják a spin beállást, az FM rétegben a nyilak a mágnesezettség irányát jelzik.
Az ellenállás jóval nagyobb, ha a két FM réteg mágnesezettségének iránya ellentétes, mint akkor, amikor a két FM réteg mágnesezettségének iránya azonos. Előbbi esetben az áthaladó elektronok jobban szóródnak.
Az ekvivalens elektromos ellenállás az ábrán alul látható.

## Alkalmazások
Az IBM munkatársai több tízezer különböző anyagból  és vastagságú rétegből készült szendvicsszerkezetet próbáltak ki. Így sikerült megtalálni azt a szerkezetet, amely a legnagyobb GMR-hatást mutatja mind szobahőmérsékleten, mind gyenge mágneses tér mellett.
2003 óta minden számítógép olvasófejében ilyen GMR-alapú spinszelep található. A fej rendkívül érzékeny a tér kis változására is. Az olvasófej működését animáció mutatja.
A diszk, amelyen az információ mágnesesen van tárolva, az olvasófej előtt elhaladva változtatja a spinszelep ellenállását, és így az információ a feszültség változásaként olvasható ki. 
GMR-alapú szerkezeteket használnak különböző mágneses érzékelőknél (szilárdtest iránytű, aknakereső detektor, stb.)
Az óriás mágneses ellenállás felfedezése nem csak egy új technológiai alkalmazáshoz vezetett, hanem egy új technika, a spintronika alapjait is megteremtette. A hagyományos elektronikai eszközök működése az elektronok töltéseinek áramlásán alapul. Az elektron spinjének nincs szerepe a működésben. A spintronikában a működés az elektronok spinjeinek szabályozásán alapul, és ennek kapcsán olyan logikai eszközök születhetnek, amelyek gyorsabbak és kevesebb hőt termelnek, így hűtésük könnyebben megoldható.

## Külső hivatkozások
- http://www.kfki.hu/fszemle/archivum/fsz0802/bakonyi0802.html
- http://www.research.ibm.com/research/gmr.html Archiválva 2012. január 11-i dátummal a Wayback Machine-ben
- https://web.archive.org/web/20110518211246/http://www.magnet.fsu.edu/education/tutorials/magnetacademy/gmr/
- http://nobelprize.org/nobel_prizes/physics/laureates/2007/index.html